# Young Hearts (filme)
Young Hearts (bra: Corações Jovens) é um filme de drama sobre amadurecimento de 2024 escrito e dirigido por Anthony Schatteman em sua estreia como diretor. O filme conta a história de um garoto de 14 anos, Elias, que se apaixona por seu novo vizinho, Alexander, da mesma idade.
A coprodução belga-holandesa foi selecionada na seção Geração Kplus do 74º Festival Internacional de Cinema de Berlim, onde teve sua estreia mundial em 17 de fevereiro e concorreu ao Urso de Cristal de Melhor Filme.

## Sinopse
Elias, um garoto de 14 anos, faz amizade com seu novo vizinho Alexander, que também tem 14 anos. Alexander é um garoto confiante e teimoso de Bruxelas. Eles se dão bem. Alexander diz a Elias que gosta de garotos e pergunta sobre sua vida amorosa. Elias tem sentimentos por Alexander, mas os esconde. Ele tem medo do que os outros podem pensar e mente para todos. Ele acaba afastando Alexander e se sente solitário. Mas quando seu avô lhe diz o quanto amava sua falecida esposa, Elias entende que o amor é importante demais para perder. Ele decide fazer algo para ter Alexander de volta.

## Elenco
- Lou Goossens como Elias
- Marius De Saeger como Alexander

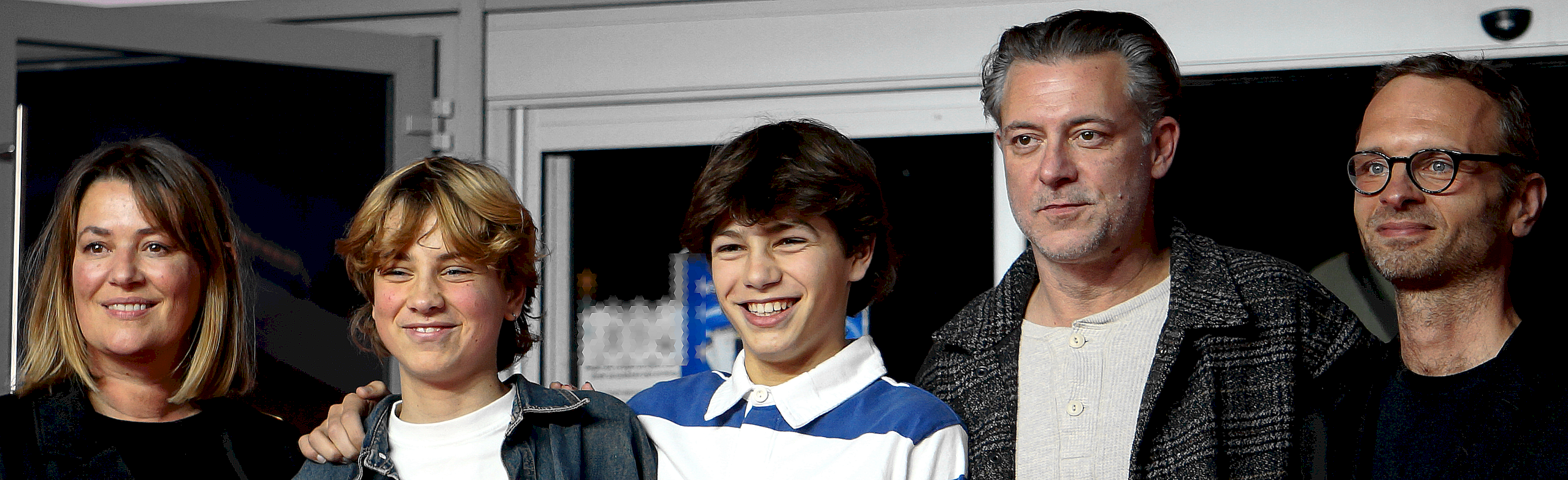

- Geert Van Rampelberg como Luk (pai de Elias)
- Emilie De Roo como Nathalie (mãe de Elias)
- Dirk Van Dijck como Fred (avô de Elias)
- Saar Rogiers como Valerie (amiga de Alexander e namorada/amiga de Elias)
- Jul Goossens como Maxime (irmão de Elias)
- Wilm Opbrouck como Tio Tony (Tio de Alexander)
- Florence Hebbelynck como Tia Pia (tia de Alexander)
- Olivier Englebert como Marc (pai de Alexander)

## Produção
A estreia de Anthony Schatteman tem Lou Goossens e Marius De Saeger nos papéis principais, com Geert Van Rampelberg, Emilie De Roo e Dirk Van Dyck desempenhando papéis essenciais. O filme é produzido pela Polar Bear, em coprodução com a belga Kwassa Films e a holandesa Family Affair Films.

## Lançamento
Young Hearts teve sua estreia mundial em 17 de fevereiro de 2024, como parte do 74º Festival Internacional de Cinema de Berlim, na Generation Kplus. Também foi exibido no 50º Festival Internacional de Cinema de Seattle em maio de 2024 e no 77º Festival de Cinema de Cannes na seção Cannes Écrans Juniors em 22 de maio de 2024. Teve sua estreia canadense no Inside Out Film and Video Festival em 28 de maio de 2024 no Centrepiece Gala.
Também foi destaque na Competição Internacional de Longas-Metragens na categoria júnior em 2 de junho de 2024 na 64ª edição do Festival de Cinema de Zlín, também conhecido como Festival Internacional de Cinema para Crianças e Jovens, realizado na República Tcheca. O filme competiu pelo Prêmio Iris de Melhor Longa-Metragem no Prêmio Iris e foi exibido em 10 de outubro de 2024.
O filme será lançado nos cinemas belgas em 18 de dezembro de 2024 pela Kinepolis Film Distribution.

## Recepção
No site agregador de críticas Rotten Tomatoes, 100% das 13 resenhas dos críticos são positivas, com uma classificação média de 7.4/10.
Aurore Engelen, ao analisar o filme na Berlinale para a Cineuropa, escreveu: "Young Hearts é um autêntico conto de amadurecimento que enriquece o conjunto existente de filmes familiares com uma maravilhosa história de amor queer."
Catherine Bray, escrevendo na Variety, elogiou Lou Goossens por ser "naturalista e capaz de transmitir tons sutis de turbulência interior, apesar de sua tenra idade". Elogiando o diretor Anthony Schatteman por sua direção, escreveu: "sua direção parece calma e silenciosamente confiante de maneiras que nem sempre são o caso com uma estreia". Concluindo sua crítica, ela opinou: "Young Hearts, embora mais gentil e menos obviamente comovente, se beneficia de uma honestidade emocional sincera e vivida que atende bem aos seus objetivos".
Hayley Croke, resenhando na Berlinale no Loud And Clear Reviews, recebeu 3,5 estrelas e escreveu: "Young Hearts encapsula lindamente os sentimentos de ter seu primeiro amor em sua totalidade". Croke concluiu: "Embora seja uma história de amor, Young Hearts é realmente uma história sobre se tornar um jovem e as decisões que você precisa tomar na busca para descobrir quem você é".
Amber Wilkinson, resenhando na Berlinale no Eye For Film, recebeu 3,5 estrelas e escreveu: "Este drama sobre amadurecimento investiga gentilmente as inseguranças vivenciadas por um adolescente enquanto ele explora sua sexualidade". Wilkinson opinou: "Pode ser um pouco sentimental nas bordas, mas o coração do filme de Anthony Schatteman está no lugar certo".
Laslo Rojas Contreras, em sua crítica no Cinencuentro da Berlinale, escreveu: "Young Hearts é um filme que oferece uma perspectiva positiva sobre relacionamentos gays e tenta desafiar os estereótipos e preconceitos que ainda existem na sociedade, mas talvez de uma forma muito leve para os tempos atuais."
Alexa Dalby, ao fazer uma crítica na Berlinale em Dog and Wolf, classificou o filme com três estrelas e escreveu: "As atuações dos meninos são excelentes". Concluindo, Dalby se pergunta: "o quanto o filme é influenciado pela música disco de 1976 "Young Hearts Run Free" de Candi Staton?"

## Elogios
O filme foi selecionado no Generation Kplus no 74º Festival Internacional de Cinema de Berlim, sendo indicado para competir pelo Urso de Cristal.
| Associações                                 | Data                    | Categoria                                                                             | Nomeações          | Resultado |
| ------------------------------------------- | ----------------------- | ------------------------------------------------------------------------------------- | ------------------ | --------- |
| Festival Internacional de Cinema de Berlim  | 25 de fevereiro de 2024 | Júri Infantil Geração Kplus:Menção Especial                                           | Anthony Schatteman | Venceu    |
| Festival Internacional de Cinema de Berlim  | 25 de fevereiro de 2024 | Teddy Award de Melhor Longa-Metragem                                                  | Anthony Schatteman | Indicado  |
| Festival Internacional de Cinema de Seattle | 19 de maio de 2024      | Concurso de Novos Diretores do SIFF 2024: Menção Especial do Júri                     | Anthony Schatteman | Venceu    |
| Inside Out Film and Video Festival          | 1 de junho de 2024      | Melhor Atuação                                                                        | Lou Goossens       | Venceu    |
| Out on Film                                 | 7 de outubro de 2024    | Prêmios do Júri para Melhor Longa-Metragem Narrativo e Melhor Primeiro Longa-Metragem | Anthony Schatteman | Venceu    |
| Prêmio Iris                                 | 19 de outubro de 2024   | Prêmio Iris de Melhor Longa-Metragem                                                  | Anthony Schatteman | Venceu    |